# Пилипенко Никифор Омелянович
Никифор Омелянович Пилипенко (1860 або 1862 — після 1935) — полтавський юрист, адвокат та громадський діяч, депутат Державної думи Російської імперії III та IV скликань від Полтавської губернії.

## Життєпис
Народився 1860 або 1862 року в родині купця Омеляна Пилипенка.
У зв'язку з умовами, що склалися в дитинстві, Никифор Пилипенко не зміг вступити до навчального закладу. У віці 14 років він зустрівся з деяким громадянином Ц., який підготував його до отримання звання народного вчителя, а за півтора року — вчителя математики. Після цього Пилипенко викладав математику в Олександрівському повітовому училищі в Катеринославській губернії.
1882 року полишив учителювання, а за рік вступив на юридичний факультет Харківського університету, який закінчив восени 1887 року зі званням кандидата прав. Навчаючись на четвертому курсі, склав іспит на атестат зрілості.
У Полтаві був присяжним повіреним та гласним міської думи. Володів 20 (1907 рік), згодом 50 (1912 рік) десятинами землі, трьома будинками в Полтаві, оціненими в 17,5 тисяч рублів.
Депутат Державної думи Російської імперії III та IV скликань від Полтавської губернії. Входив до партії октябристів, а після її розколу наприкінці 1913 — на початку 1914 років — до фракції земців-октябристів. У Думі III скликання працював у таких комісіях як щодо запитів (з 4-ї сесії — заступник голови), щодо судових реформ, з місцевого самоврядування; у Думі IV скликання — щодо запитів (з 2 грудня 1913 — заступник голови), щодо міських питань, щодо судових реформ (з 4-ї сесії — голова), про зобов'язальне право (з 1913 — голова), щодо особистого складу, про зміну сервітутів. Увійшов до складу Прогресивного блоку.
Після Лютневої революції 1917 року виконував доручення Тимчасового комітету Державної думи. 15 березня 1917 року відряджений до 171-го піхотного полку (Красне Село) для врегулювання конфліктів між солдатами та офіцерами, 19 березня — призначений комісаром Тимчасового комітету та Тимчасового уряду на Західному фронті. 8 квітня призначений членом Тимчасового вищого дисциплінарного суду.
1919 року заарештований більшовицькою владою як хлібороб. Потім жив у Ленінграді. За даними російської організації «Меморіал», 7 березня 1935 року Никифор Пилипенко був затриманий як «соціально небезпечний елемент» та висланий на 5 років. Подальша доля невідома.
Одружений, мав чотирьох дітей.